# Smørrebrød

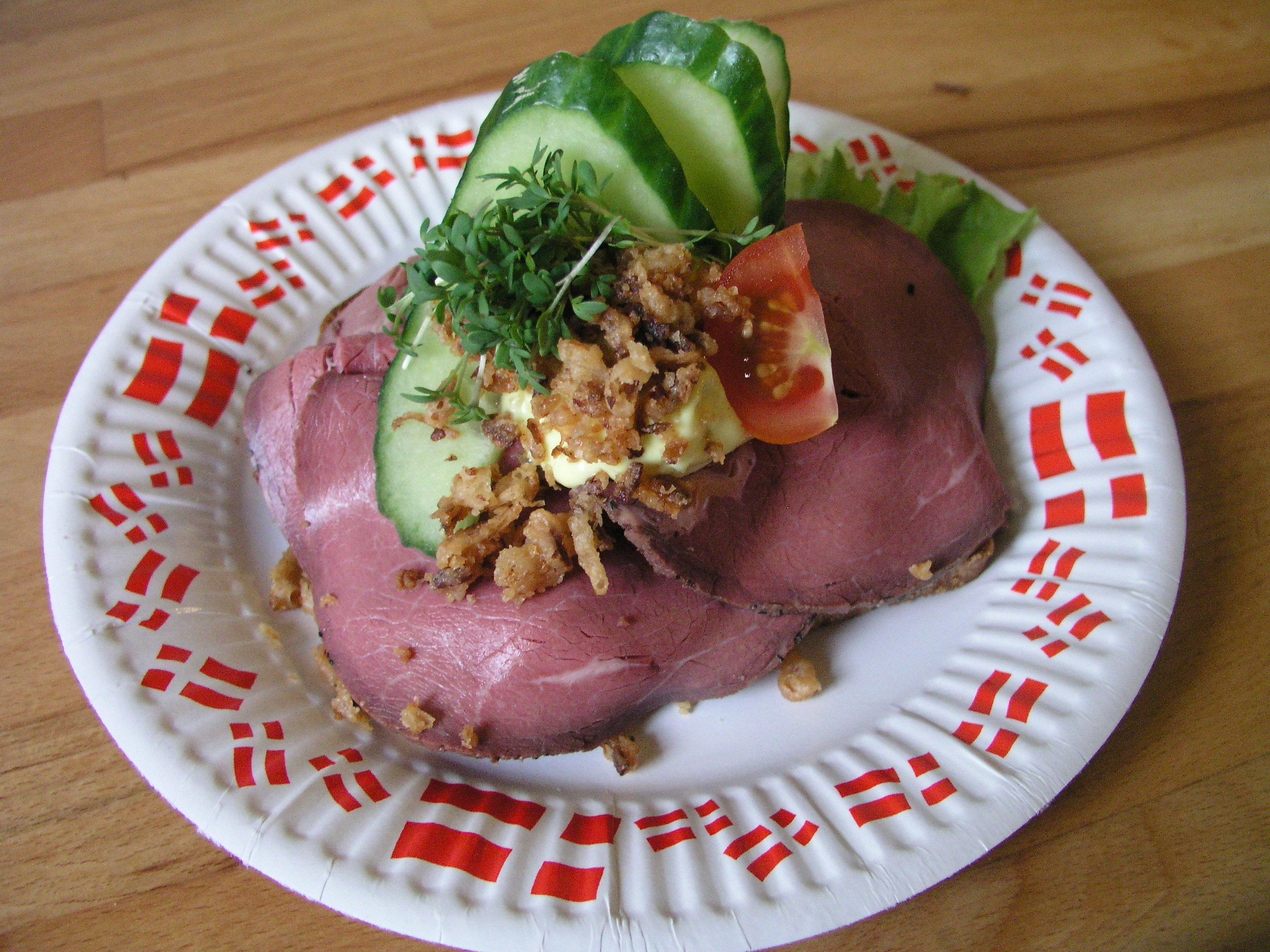
Smørrebrød

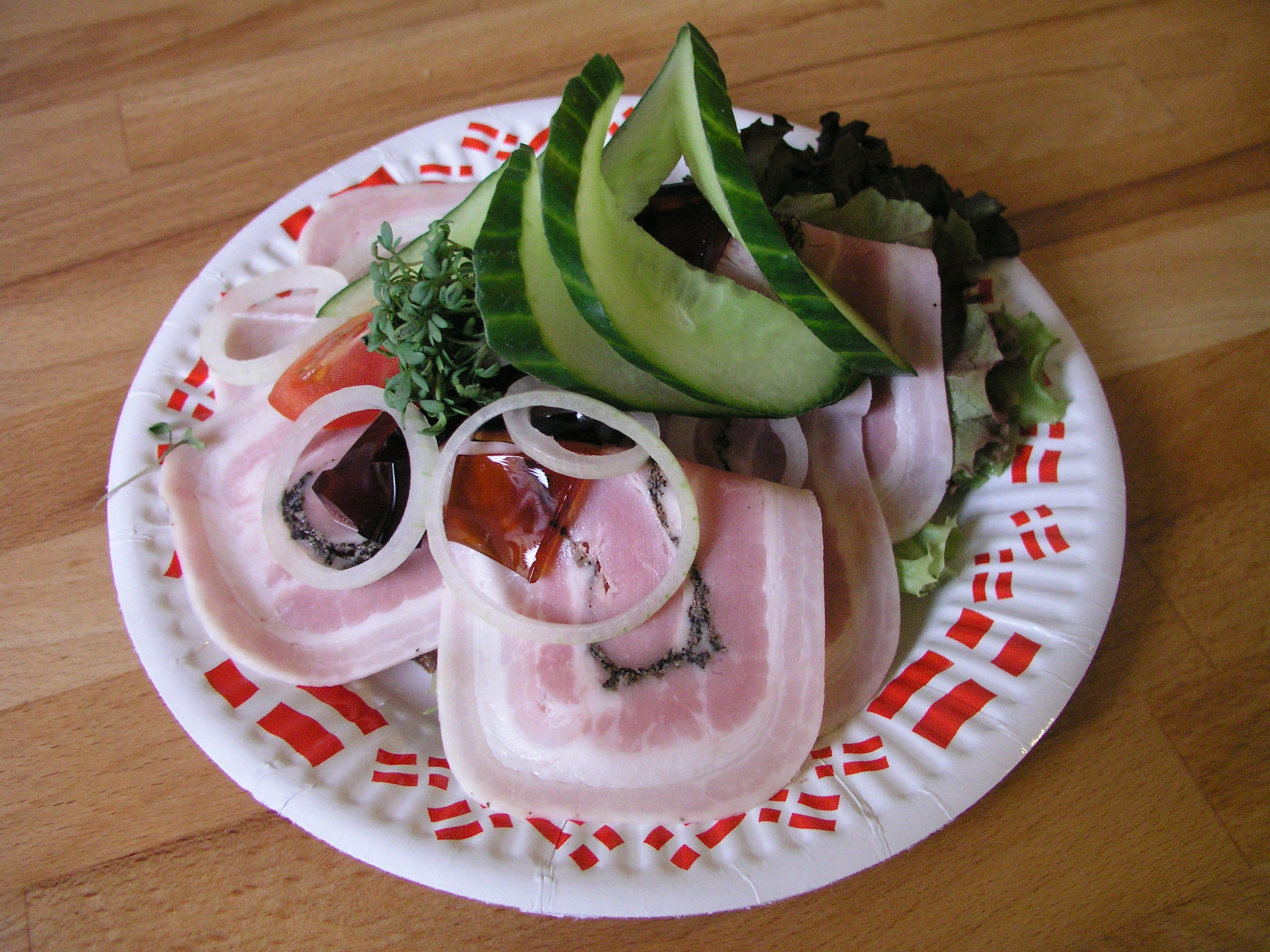
Smørrebrød

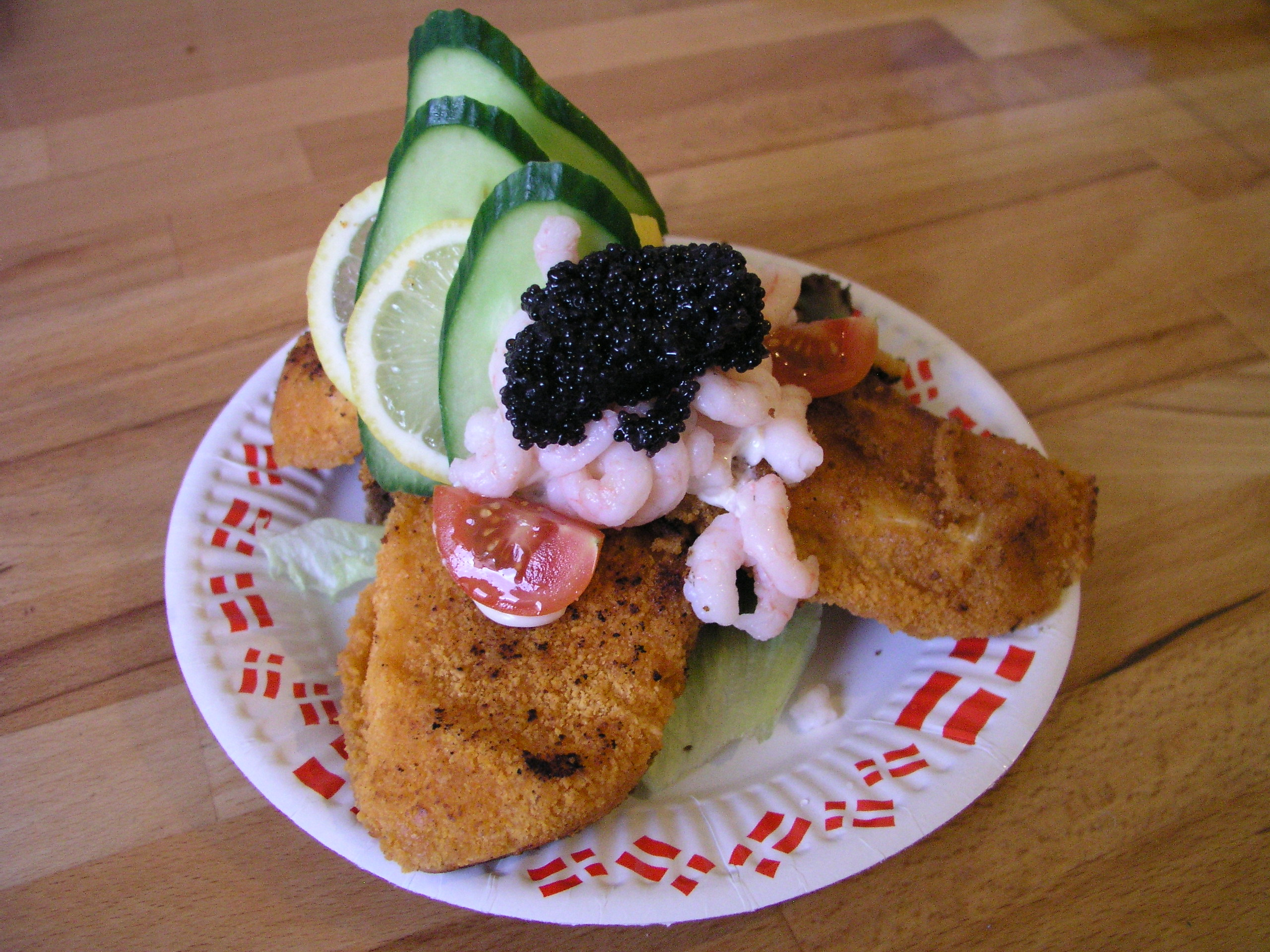
Stjerneskud

Smørrebrød (dosłownie: „posmarowany chleb”) – tradycyjna duńska potrawa, serwowana w postaci kanapek składających się zwykle z kromki ciemnego chleba zwanego rugbrød, często posmarowanego masłem, margaryną lub innym tłuszczem, pokrytego dodatkami w postaci sałatki, kurczaka, tuńczyka, mięsa wołowego, pomidora itp. Smørrebrød z reguły spożywa się nożem i widelcem.
Smørrebrød narodził się w prostszej wersji zawierającej jako dodatki tylko ser lub kiełbasę. Została ona spopularyzowana przez pracowników jako prowiant sporządzany do pracy. Jego popularność wzrosła w dekadzie lat 80. XIX wieku, kiedy małe restauracje serwujące smørrebrød zaczęły pojawiać się w Kopenhadze. Smørrebrød znalazł się już w pochodzących z 1883 roku menu kopenhaskiej restauracji Nimb w Tivoli. Jednym z pierwszych, który otworzył restauracje serwujące duński smørrebrød, był Oskar Davidsen. W menu otworzonej w Nørrebro restauracji zawarł 177 odmian tej kanapki. Obecnie już piąte pokolenie rodziny Davidsen podtrzymuje tradycję restauracji smørrebrød.

## Przykładowe niektóre odmiany
- Stjerneskud – czyli z duńskiego „spadająca gwiazda”, przygotowywana jest z krewetek, smażonych filetów rybnych, koperku, klinów z cytryny i chleba żytniego[4]. Może także występować z dodatkiem ogórka i kawioru[5]
- Pariserbøf – z duń. „stek paryski”', przygotowywana jest z mięsa mielonego, surowego żółtka jaj, cebuli i kaparów na chlebie rugbrød[4]
- Smørrebrødsmad – z duń. „jedzenie chleba z masłem”, jest przygotowana z plastrami pieczeni wołowej, cebulą, zapiekanym chrzanem, położonymi na chlebie rugbrød[4]
- Bof med spejlægg – z duń. „pieczeń z jajkiem sadzonym”, jest przygotowana z plastrami pieczeni wołowej na zimno, cebulą i sadzonym jajem[6]
- HC Andersen – przygotowane z boczkiem wędzonym, pastą, wątróbką, plastrami pomidora i rzodkiewkami[6]
- Flæskesteg – przygotowane z pieczeni wieprzowej znanej jako flæskesteg, masła z ogórkiem i buraczkami lub czerwoną kapustą[6]
- Słońce nad Gudhjem - przygotowywane na bazie wędzonego śledzia